# 新家孝正

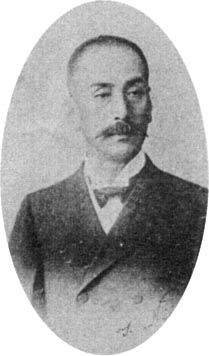
新家 孝正

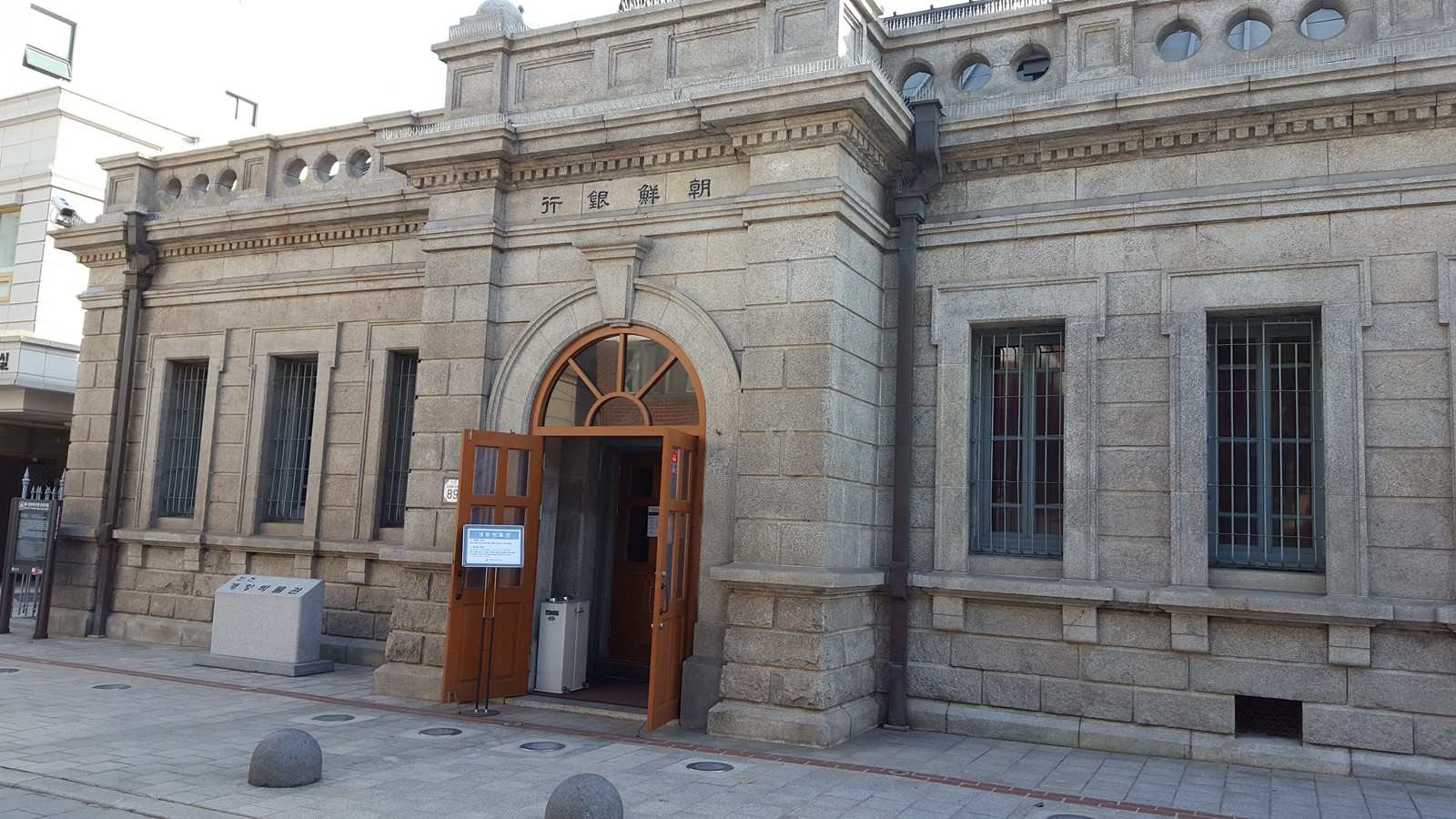
第一銀行仁川支店

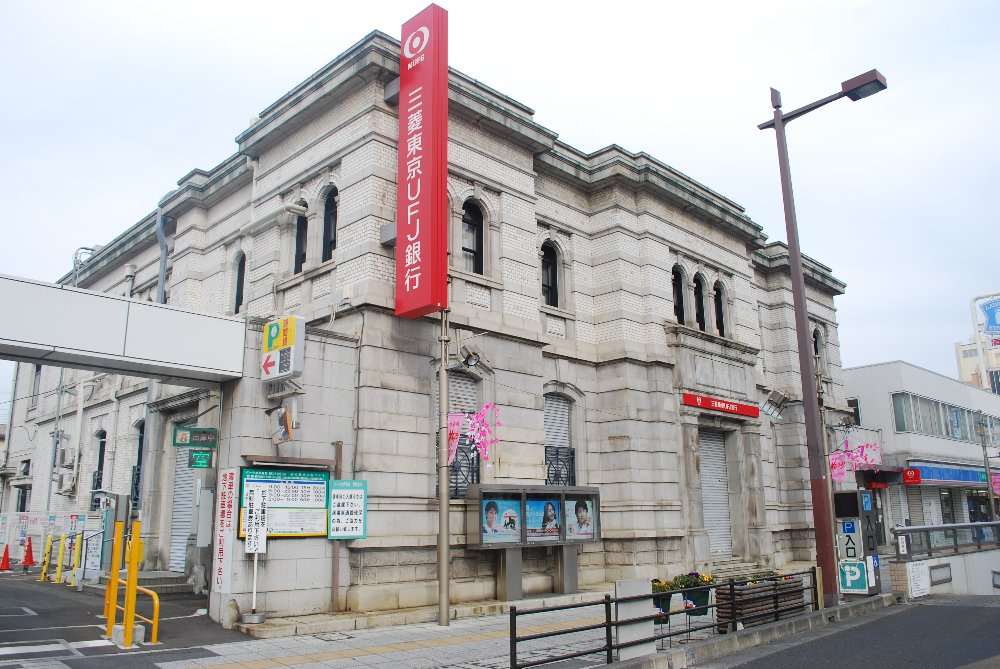
旧川崎銀行水戸支店

新家 孝正（にいのみ たかまさ、安政4年6月29日（1857年8月18日） - 大正11年（1922年）11月24日）は、日本の建築家。主な作品に華族女学校、農商務省庁舎、日本パノラマ館、学習院、山縣有朋別邸無鄰菴、京都大丸、日本美術協会会館などがある。

## 経歴
江戸生まれ、旧名は彦太郎。沼津兵学校第9期生徒であったが兵学校廃校後に上京。工部大学校に第4期生として入学。工手学校（現工学院大学）造家学科教員。
1882年、工部大学校造家学科卒業。卒業後工部省技手として宮内省へ奉職、皇居御造営事務局技手として宮内省関連の庁舎の設計に従事したあと、1886年逓信省に移籍。さらに1887年に日本土木会社（現・大成建設）へ入社する。1893年、日本土木会社解散後は自営。
1893年、日本で開催する博覧会の準備のために設置された臨時博覧会事務局付。調査のため北米と欧州視察。画家富本憲吉が助手として同行。1906年、東京府より東京勧業博覧会建築工事顧問を委嘱。1910年、インドとヨーロッパ視察。1914年に工学博士。

## 代表作
| 名称                     | 年                 | 所在地         | 状態       | 備考                        |
| ------------------------ | ------------------ | -------------- | ---------- | --------------------------- |
| 華族女学校校舎           | 1889年（明治22年） | 東京都港区     | 現存せず   |                             |
| 逓信大臣官邸             | 1889年（明治22年） | 東京都中央区   | 現存せず   |                             |
| 東京郵便電信局           | 1889年（明治22年） | 東京都中央区   | 現存せず   | 東京中央郵便局の前身        |
| 日本パノラマ館           | 1890年（明治23年） | 東京都台東区   | 現存せず   |                             |
| 農商務省 (日本)          | 1891年（明治24年） | 東京都千代田区 | 現存せず   |                             |
| シカゴ万国博覧会鳳凰堂   | 1893年（明治26年） | アメリカ       | 現存せず   |                             |
| 無鄰庵・洋館             | 1898年（明治31年） | 京都市左京区   |            | 施工は清水満之助            |
| 東京瓦斯諸施設           | 1898年 - 1905年    | 東京都         | 現存せず   |                             |
| 旧学習院初等科正堂       | 1899年（明治32年） | 千葉県成田市   | 重要文化財 | 移築                        |
| 旧日本第一銀行仁川支店   | 1899年（明治32年） | 韓国           |            | 現・仁川開港博物館          |
| 東京勧業博覧会外国製品館 | 1907年（明治40年） | 東京都台東区   | 現存せず   |                             |
| 東京国立博物館 表慶館    | 1908年（明治41年） | 東京都台東区   | 重要文化財 | 片山東熊、高山幸次郎らと    |
| 旧川崎銀行水戸支店       | 1909年（明治42年） | 茨城県水戸市   |            | 現・三菱東京UFJ銀行水戸支店 |
| 日英博覧会日本パビリオン | 1909年（明治42年） | ロンドン       | 現存せず   |                             |
| 上野動物園旧正門         | 1911年（明治44年） | 東京都台東区   |            |                             |
| 日本美術協会会館         | 1921年（大正10年） | 東京都台東区   | 現存せず   |                             |